# Cyclopina norvegica
Cyclopina norvegica är en kräftdjursart som beskrevs av Boeck 1864. I den svenska databasen Dyntaxa används istället namnet Cyclopinula norvegica. Cyclopina norvegica ingår i släktet Cyclopina och familjen Cyclopinidae. Det är osäkert om arten förekommer i Sverige. Inga underarter finns listade i Catalogue of Life.